# Nesocodon mauritianus
Nesocodon mauritianus ist die einzige Art aus der Gattung Nesocodon innerhalb der Familie der Glockenblumengewächse (Campanulaceae). Sie kommt endemisch nur auf Mauritius vor.

## Beschreibung

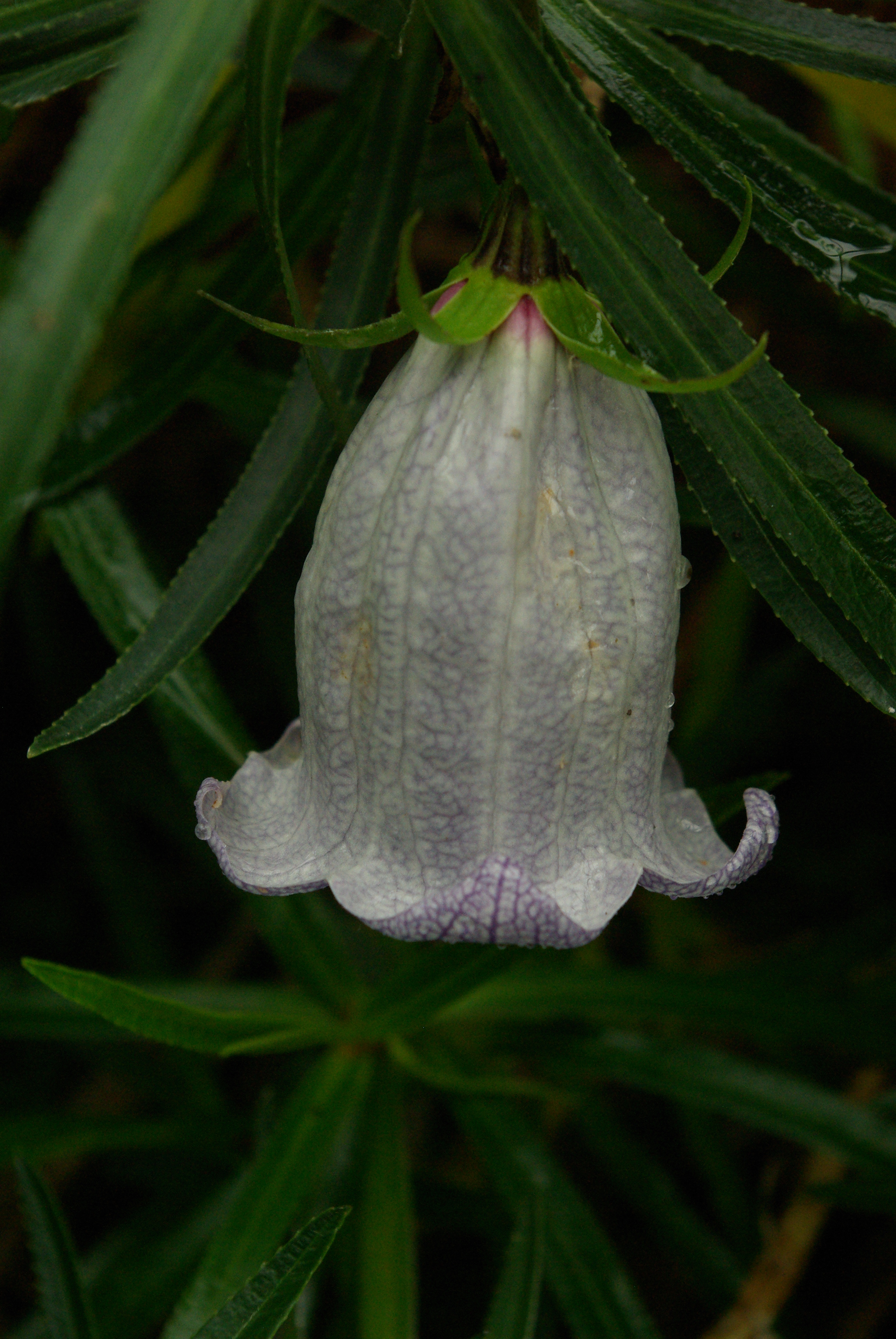
Hängende Blüte in Seitenansicht

### Vegetative Merkmale
Nesocodon mauritianus ist ein Strauch. Die Laubblätter stehen gedrängt an den oberen Ende der Zweige.

### Generative Merkmale
Die gestielten und hängenden Blüten befinden sich einzeln in den Blattachseln. Die relativ großen, zwittrigen Blüten sind radiärsymmetrisch und fünfzählig mit doppelter Blütenhülle. Es sind fünf Kelchblätter vorhanden. Die Krone ist glockenförmig, blass-blau gefärbt und mit einer dunkleren Aderung gezeichnet. Die Kronlappen sind deutlich kürzer als die Kronröhre. Die Staubblätter stehen einzeln voneinander, liegen an der Krone an und ragen nicht über sie hinaus. Die Staubbeutel sind etwas kürzer als die Staubfäden. Am Fruchtknoten befinden sich fünf scharlachrote, elliptischen Nektarien, die versetzt zu den Staubblättern stehen. Der Fruchtknoten ist dreikammerig. Der GriffelGriffel endet in drei Narben.
Die Kapselfrucht springt seitlich fachspaltig mit drei Fächern auf.
Die Chromosomenzahl beträgt 2n = 34.

## Ökologie
Der Nektar ist blutrot, was sehr selten ist, auch Ruizia boutoniana produziert solchen.
Der ungewöhnliche rote Nektar ist für Geckos der Gattung Phelsuma attraktiv. Nesocodon mauritianus wird von Geckos bestäubt. Zuvor wurde spekuliert, dass der rote Nektar die Attraktivität der Blüten für Vögel steigern könnte.

## Vorkommen und Gefährdung
Nesocodon mauritianus gedeiht auf feuchten Klippen in Mauritius in Höhenlagen von etwa 400 Metern.
Nesocodon mauritianus ist sehr selten. Im Jahre 1997 war lediglich eine Population mit etwa 110 bis 130 Pflanzenexemplaren bekannt.

## Taxonomie
Das Typusexemplar wurde am 26. April 1976 gesammelt und mit der Sammelnummer I.B.K. Richardson 4040 hinterlegt.
Die Erstbeschreibung erfolgte 1979 unter dem Namen (Basionym) Wahlenbergia mauritiana durch Ian Bertram Kay Richardson in Kew Bulletin, Volume 33, Issue 4, S. 547, Tafel 1. Die Neukombination zu Nesocodon mauritianus (I.Richardson) Thulin wurde 1980 durch Mats Thulin in Kew Bulletin, Volume 34, S. 813 veröffentlicht.